# Турмаханова, Гаухар Галымжановна
Гаухар Турмаханова (род. 28 июля 1992) — казахстанская дзюдоистка и самбистка, чемпионка Казахстана по дзюдо среди юниоров и взрослых, призёр чемпионата Азии по самбо, чемпионка и призёр чемпионатов мира по самбо.
Происходит из рода кулшыгаш племени конырат.

## Карьера
Чемпионка мира 2014 года в японском городе Нарита. В том же году стала серебряным призёром чемпионата Азии в Ташкенте. Серебряный призёр чемпионата мира 2015 года в Касабланке (Марокко).